# La Granja (Cáceres)
La Granja is een dorp en gemeente in de Spaanse provincie Cáceres in de regio Extremadura. La Granja heeft een oppervlakte van 15 km² en heeft 352 inwoners (1 januari 2016).

## Burgemeester
De burgemeester van La Granja heet Rafael Hernández Rubio.

## Wapen
De beschrijving van het wapen luidt in het Spaans als volgt:
Escudo 1.°, escudo de sinople cargado de fans de azur fileteada de plata, acompañada en mede de tres hojas de la planta del tabaco y en punta de rama de olivo, ambas de plata. Al timbre corona real cerrada.

## Demografische ontwikkeling
Bron: INE, 1857-2011: volkstellingen

## Galerij

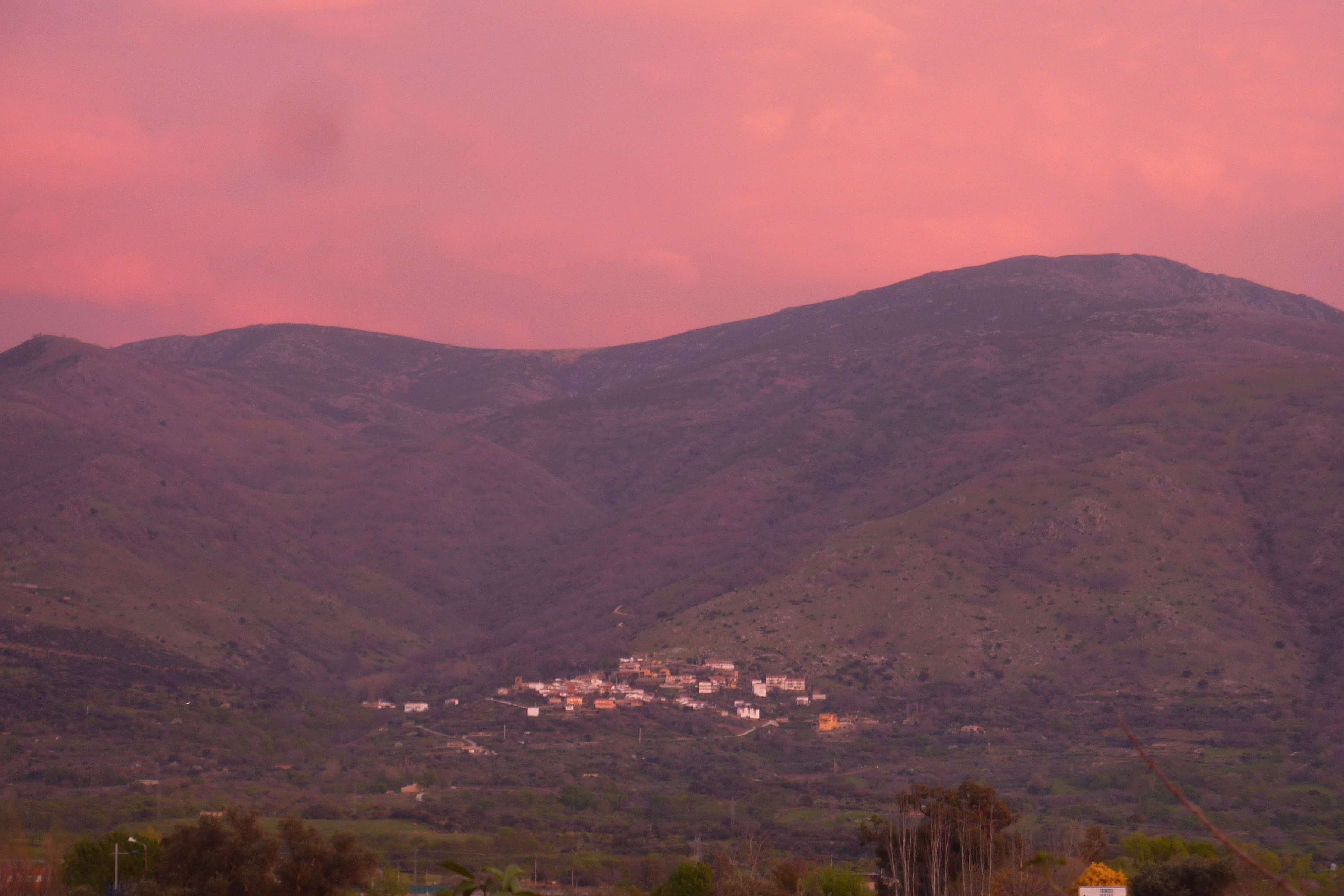
Uitzicht op La Granja
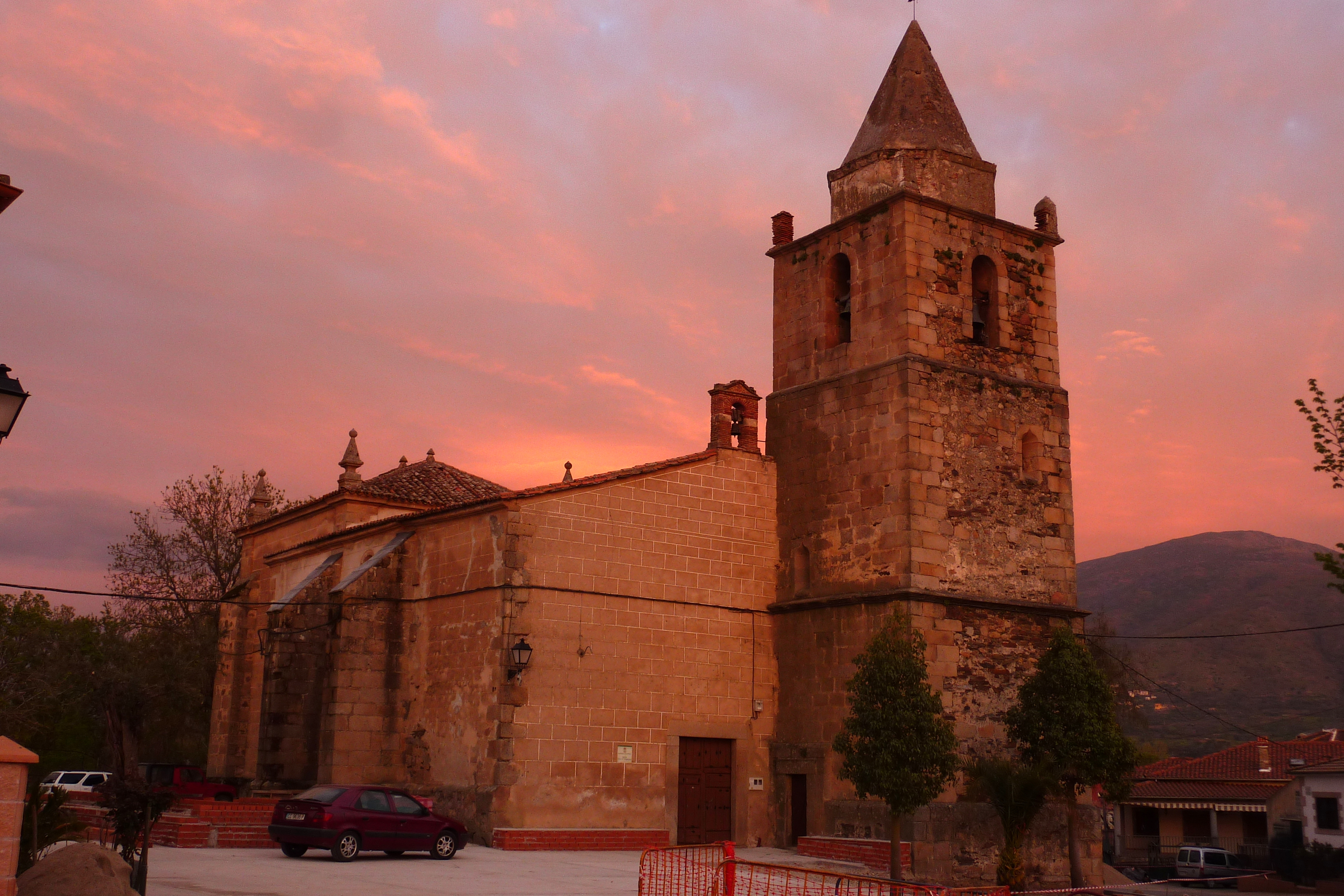
kerk van La Granja
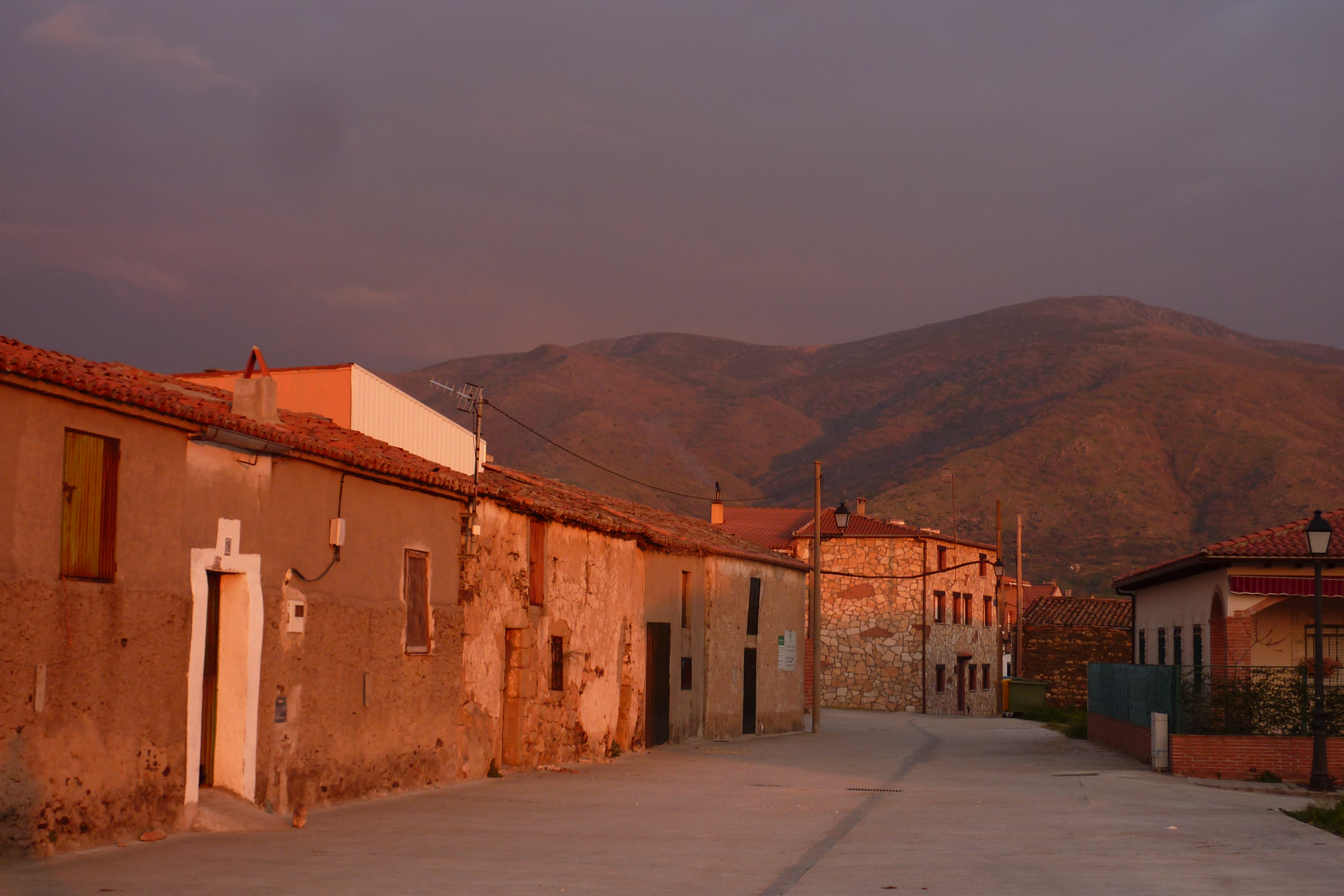